# Het Ei van Columbus (televisieprogramma)
Het Ei van Columbus was een Nederlands kinderprogramma van de TROS, gepresenteerd door Yolanthe Cabau.
De eerste uitzending van het programma was op 17 januari 2009. In de volgende maanden zijn twee series van negen afleveringen uitgezonden, met finales in maart en mei 2009.
In het programma krijgen kinderen de kans hun zelfbedachte idee te presenteren. De meest geschikte ideeën worden met professionele hulp uitgewerkt tot een echt product voor in de verkoop.

## Afvalrace
Iedere aflevering van Het Ei van Columbus begint met vijf kinderen met ieder hun eigen idee. De jury die ze beoordeelt, bestaat uit Fleur Kriegsman, Horace Cohen en Michiel Mol. De twee beste ideeën worden doorgelaten naar de volgende ronde. Nu worden de ideeën verder uitgewerkt tot een echt product. Na vier afleveringen komt de groep kinderen bijeen. Eerst houden de acht kinderen een workshop over ondernemen. Hierna geven de kinderen elkaars ideeën punten, waarna de drie ideeën met de minste punten afvallen. Nu blijven er nog vijf kinderen over die getest worden door de jury. De jury stelt een aantal vragen over ondernemen. Drie van de vijf kinderen gaan naar de finale. In de finale bespreekt de jury nog één keer de ideeën. Het beste idee hiervan wordt op de markt gezet en de winnaar krijgt zijn eigen onderneming met een beker.